# 오스트레일리아스넙핀돌고래
오스트레일리아강거두고래(Orcaella heinsohni)는 참돌고래과 강거두고래속에 속하는 고래의 일종이다. 오스트레일리아 북부 해안에서 발견된다. 강거두고래와 매우 닮았으며, 2005년까지는 같은 종으로 인식되었다. 강거두고래의 피부가 2가지 색을 지닌 반면에, 오스트레일리아강거두고래는 3가지 색을 띤다.

## 같이 보기
- 고래류의 종 목록
- 해양생물학